# Église adventiste de Tallinn
L'église adventiste de Tallinn (en estonien : Tallinna adventkirik) ou église adventiste du septième jour de Tallinn (en estonien : Tallinna Seitsmenda päeva adventistide palvela) est une église adventiste de Tallinn en Estonie,. 

## Description
L'église, conçue par Erich Jacoby (et) et achevée en 1923, est l'un des exemples les plus expressifs du traditionalisme des années 1920 en Estonie. 
Le mur d'extrémité du bâtiment au haut toit de pierre et à corniche présente une tour en corbeau avec un vitrail.
Les murs latéraux sont soutenus par une alternance de contreforts avec des fenêtres cintrées basses. 
Une voûte en bois incurvée recouvre la Nef large et basse à une seule travée. 
La bordure d'origine du balcon avec des peintures ornementales a été conservée. Les façades de l'église ont été restaurées en 2006-2007.
L'église est utilisée par la Congrégation adventiste I du septième jour de Tallinn et la Congrégation adventiste III du septième jour de Tallinn. 
De 1950 jusqu'à l'achèvement du nouvel édifice de l'Église méthodiste d'Estonie (et) en 2000, l'église a également été utilisée par les méthodistes de Narva maantee 51 à Tallinn.

## Galerie

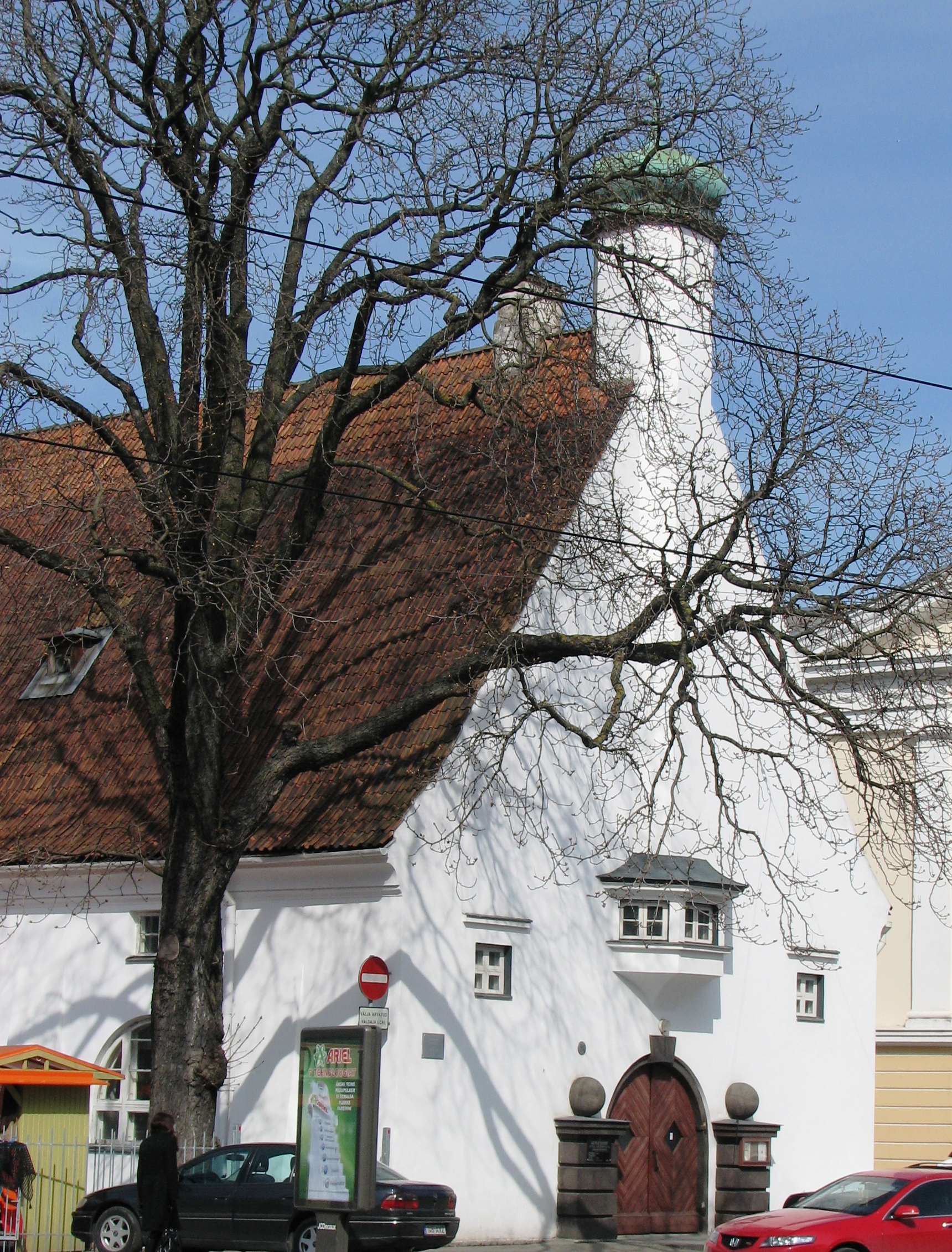
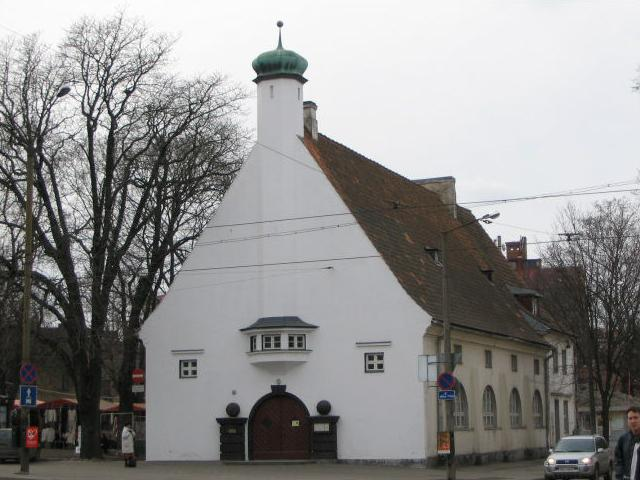
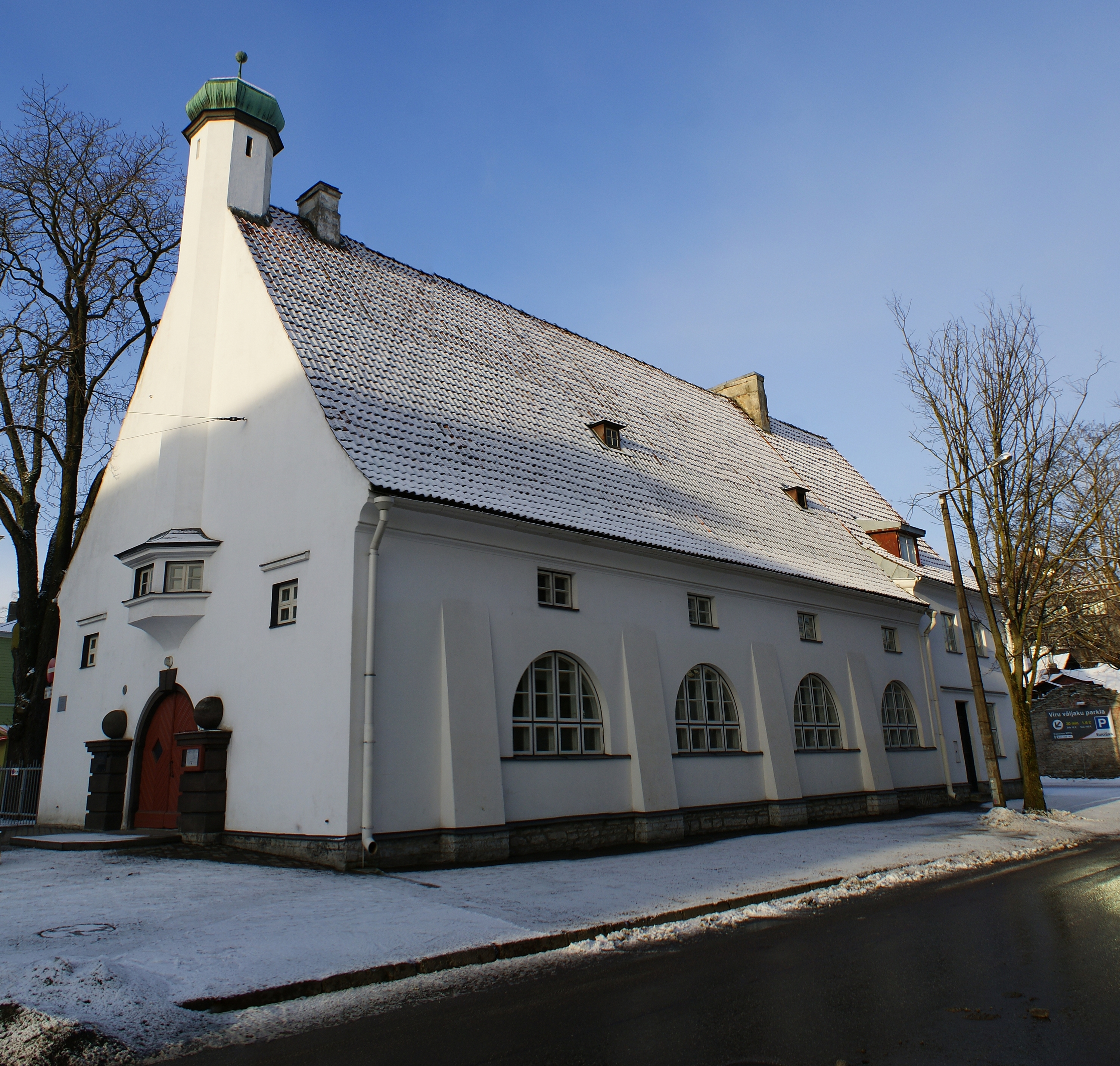